# Р243 (Росія)
Автошлях Р243 — автомобільна дорога федерального значення. Кострома — Шар'я — Кіров — Перм. Протяжність дороги — 882 км.

## Історія
До початку 1990-х років автошляхом Р-243 була дорога Казань — Набережні Челни — Уфа.
1 січня 2016 року дорога стала федеральною. До цього часу асфальтобетонне покриття на ділянці від Костроми до Шар'ї знаходилося у вкрай незадовільному стані, і середня швидкість руху дільницею становила від 35-55 км на годину. Ділянка від Шар'ї до Пермі знаходилася в кращому стані, однак і на ній зустрічався поганий асфальт.
У 2017 році костромську ділянку траси планувалося відремонтувати протягом трьох років за 1 мільярд рублів. До 2018 року нормативно-експлуатаційний стан траси оцінювався на 30,9 %. Планувалося привести рівень траси до нормативного за рахунок коштів від системи Платон до 2020.
У 2018 році розпочався капітальний ремонт дороги на території Костромської області, включаючи міст через річку. Волгу у самій Костромі. Станом на кінець 2020 року ці роботи здебільшого завершені, за винятком окремих ділянок на схід та південний захід від Костроми.